# 은림로
은림로(eunrim-ro)은 대한민국의 경상북도 김천시 농소면과 남면을 연결하는 도로이다.

## 노선 경로
- (이름 없음) - 어모로
- (이름 없음) - 문화로
- (이름 없음) - 본리길

## 주요 건물 및 시설
- 경북미용예술고등학교 - 경상북도 김천시 어모면 은림로 50-36